# شیلدز وارن
شیلدز وارن (انگلیسی: Shields Warren; ۲۶ فوریهٔ ۱۸۹۸ – ۱ ژوئیهٔ ۱۹۸۰) دانشمند در زمینه آسیب‌شناسی اهل ایالات متحده آمریکا بود.
او یکی از اولین افرادی بود که آسیب‌شناسی بارش هسته‌ای را مورد مطالعه قرار داد.
وی همچنین برندهٔ جوایزی همچون جایزه انریکو فرمی شده‌است.